# 桂團治郎
桂 團治郎（かつら だんじろう、1988年11月5日 - ）は、大阪府吹田市出身の落語家。本名は溝口 勝也（みぞぐち かつや）。米朝事務所所属。上方落語協会会員。

## 来歴
大阪府立東住吉高等学校芸能文化科を経て、大阪芸術大学短期大学部芸術学科（旧：広報学科）を卒業する。大学時代は三林京子のゼミに所属した。
2009年4月、5代目桂米團治に入門。同年7月1日、TORII HALLで初舞台を踏んだ。
NHK大阪放送局の不定期放送の番組「落語家アイドル育成プロジェクト～上方ルーキーズ～」から生まれた落語家アイドルグループ「らくご男子」のメンバーとして、歌手としても活動している。担当カラーは紫色。